# Лицьовий індекс
Лицьовий індекс (англ. facial index) — один з антропологічних ознак, що використовуються в антропометрії, — співвідношення верхньої, тобто без нижньої щелепи, або повної (з нижньою щелепою) висоти обличчя до скулової ширини, вираженої у відсотоках.

## Рубрикація на черепі
На черепі для верхнього індексу існує наступна рубрикація:
- еуріен (до 49,9),
- мезен (50,0—54,9),
- лептен (55,0 і більше).

Для другого індексу:
- еуріпрозопія (до 84,9),
- мезопрозопія (85,0—89,9),
- лептопрозопія (90,0 і більше).

## Рубрикація на живих людях
На живих використовується другий індекс з рубрикацією:
- еуріпрозопія (до 84,0),
- мезопрозопія (84,0—87,9),
- лептопрозопія (88,0 і більше).

## Варіації
Лицьовий індекс варіює у різних груп населення; в антропології він враховується при виділенні расових типів.